# 極楽山 (名古屋市)
極楽山（ごくらくやま）は、愛知県名古屋市名東区・長久手市境（猪高緑地内）に位置する山。山頂は名古屋市では2番目に標高の高い地点となっている。

## 概要
極楽山頂は、名古屋市では守山区の東谷山に次いで2番目の高さの地点である。高さは111.6m。
1959年（昭和34年）刊行の『猪高村誌』に「極楽山」の名が見える。
大正末期に、浄土真宗の布教師森夢幻が土地の地主半治孫三郎から付記の土地を提供され、極楽寺を開いた。夢幻は1929年（昭和4年）の完成を目指して極楽山に高さ38メートル（114尺）のコンクリート製親鸞像の設立を計画した。現在の2億円に相当する。
1949年（昭和24年）、地元の御嶽行者、浅井勝次郎により、極楽山頂上に御嶽神霊、弘法大師、不動明王、観音菩薩が合祀された御籠り堂が創建された。

### WEB
1. 1 2 3  “「名古屋市内で2番目に高い山」はどこ？”.   CBCラジオ (2024年12月9日). 2024年12月29日閲覧。

### 書籍
1. 1 2  猪高村誌編纂委員会 1959, p. 309.
2. 1 2  小林元 1988, p. 69.
3. ↑  大竹敏之 2014, p. 39.